# Prosperidad metróállomás
Prosperidad metróállomás Spanyolország fővárosában, Madridban a madridi metró 4-es vonalán.

## Metróvonalak
Az állomást az alábbi metróvonalak érintik:
- 4-es metróvonal

## Kapcsolódó állomások
A metróállomáshoz az alábbi állomások vannak a legközelebb:
- Avenida de América (Argüelles, 4-es metróvonal)
- Alfonso XIII (Pinar de Chamartín, 4-es metróvonal)